# Волости Российской империи
Во́лости Росси́йской импе́рии — перечень списков волостного деления регионов Российской империи на состояние конца XIX — начала XX века (1890 и 1914 годы).

## Волости губерний Европейской России
- Архангельская
- Астраханская
- Бессарабская
- Виленская
- Витебская
- Владимирская
- Вологодская
- Волынская
- Воронежская
- Вятская
- Гродненская
- Екатеринославская
- Казанская
- Калужская
- Киевская
- Ковенская
- Костромская
- Курляндская
- Курская
- Лифляндская
- Минская
- Могилёвская
- Московская
- Нижегородская
- Новгородская
- Олонецкая
- Оренбургская
- Орловская
- Пензенская
- Пермская
- Подольская
- Полтавская
- Псковская
- Рязанская
- Самарская
- Санкт-Петербургская
- Саратовская
- Симбирская
- Смоленская
- Таврическая
- Тамбовская
- Тверская
- Тульская
- Уфимская
- Харьковская
- Херсонская
- Холмская
- Черниговская
- Эстляндская
- Ярославская
- Волости Области Войска Донского

## Волости губерний Привислинского края (Царства Польского)
- Варшавская
- Калишская
- Келецкая
- Ломжинская
- Люблинская
- Петроковская
- Плоцкая
- Радомская
- Сувалкская

## Административное деление Кавказа
- губернии:
  - Бакинская
  - Елизаветпольская (Елисаветпольская)
  - Кутаисская
  - Ставропольская
  - Тифлисская
  - Черноморская
  - Эриванская
- 5 областей
  - Батумская
  - Дагестанская
  - Карсская
  - Кубанская
  - Терская
- Сухумский округ
- Закатальский округ

## Административное деление Сибири
Сибирь меняла свою административную структуру и в разное время состояла из следующих регионов:
- губернии
  - Алтайская (1917—1925)
  - Енисейская (1822—1925)
  - Иркутская (1764—1926)
  - Омская (1917—1925)
  - Ново-Николаевская (1922—1925)
  - Семипалатинская (РСФСР, 1920—1928)
  - Тобольская (1796—1920)
  - Томская (1804—1925)
  - Тюменская (1920—1925)
- области
  - Акмолинская
  - Амурская
  - Забайкальская
  - Камчатская
  - Приморская
  - Томская (1782—1798)
  - Сахалинская
  - Якутская

## Административное деление Среднеазиатских владений
Среднеазиатские владения (или более полное наименование — «Степные и Средне-Азиатские области») состояли из 9 областей
- Акмолинская
- Закаспийская
- Самаркандская
- Семипалатинская
- Семиреченская
- Сыр-Дарьинская
- Тургайская
- Уральская
- Ферганская

## Административное деление Финляндии
Финляндия (Великое княжество Финляндское) состояла из 8 губерний
- Або-Бьёрнеборгская
- Вазаская
- Выборгская
- Куопиоская
- Ниеланская (Нюландская)
- Санкт-Михельская
- Тавастгуская (Тавастгусская)
- Улеаборгская